# Ковчег (организация)
Ковче́г (англ. The Ark, «Kovcheg») — проект помощи российским эмигрантам, несогласным с полномасштабным вторжением России на Украину и вынужденным бежать из страны. Под руководством российской юристки и правозащитницы Анастасии Бураковой волонтёры «Ковчега» проводят юридические и психологические консультации, помогают наладить быт в новой стране и предоставляют убежище на первое время. Шелтеры организации в разное время работали в Стамбуле, Ереване, Варшаве, Астане, Актобе и Алма-Ате.

## История проекта
Основателем проекта стала юрист, правозащитник и общественный деятель Анастасия Буракова, которая в 2019 году возглавляла организацию «Открытая Россия», а позднее координировала работу правозащитной организации «Правозащита Открытки». На создание «Ковчега» её вдохновил проект «Дом единой Беларуси» в Вильнюсе, возникший после протестов 2020 года.
Проект был создан при поддержке Антивоенного комитета, основанного вскоре после начала российского вторжения на Украину политиком Дмитрием Гудковым и бывшим главой ЮКОСа Михаилом Ходорковским.
«Ковчег» начал свою работу 10 марта. В первые сутки работы бота «Ковчега» поступило около 5 тыс. обращений. На момент запуска сеть шелтеров могла разместить 25 человек одновременно, в первый месяц это число выросло до 150. К августу 2022 года Telegram-канал проекта насчитывал 70 тыс. подписчиков, а число волонтёров выросло до 650. После объявления мобилизации в России два коливинга были открыты в Алма-Ате (один из них вмещал до 24 человек); один шелтер — в Варшаве, за полгода через него прошло около 120 человек. Также шелтеры действовали в Актобе и Астане. Они принимали граждан Украины, Беларуси и Таджикистана.
28 марта 2022 года «Ковчег» запустил групповые и индивидуальные консультации, которые за восемь месяцев получили 85 тысяч запросов. Также было запущено бесплатное обучение иностранным языкам. Почти через год после запуска этих направлений в интервью «Новой газете» основательница проекта отчитывалась, что аудитория чатов превысила 155 тысяч, человек, было оказано 100 тысяч юридических консультаций примерно двумя тысячами волонтёров, иностранным языкам обучалось 1,3 тыс. эмигрантов. Летом 2022 года в Ереване открылся Ресурсный центр организации, где проводят встречи и лекции. Организаторы проекта также планировали создать центры диаспор, где можно будет организовывать коворкинги и создавать новые проекты.
В конце 2022 года депутат Госдумы Василий Пискарёв попросил Генпрокуратуру РФ объявить «нежелательными или экстремистскими» сразу 30 организаций, включая проект «Ковчег», хотя юридических действий за заявлениями депутата не последовало. В начале декабря 2023 года Министерство юстиций РФ объявило иностранными агентами проект «Ковчег» и его основательницу Анастасию Буракову. Причиной стали антивоенная позиция НКО и организация мероприятия «с участием иностранных агентов».

## Деятельность
Экстренная, адаптационная и поддерживающая помощь
Из-за войны и политических репрессий Россию за первый год, по разным оценкам, покинуло от 500 тысяч до 1,3 млн человек. Для эмигрантов волонтёры «Ковчега» предоставляют юридические и психологические консультации (индивидуальные и групповые), делятся информацией по поводу получения документов на проживание, открытия банковских счетов и виз. Был создан бот в Telegram для ищущих помощи и желающих стать волонтёрами, а также канал с полезной информацией и вакансиями. Организаторы проводят групповые занятия иностранных языков и семинары, помогающие эмигрантам освоиться в новых странах.
Бежавшим в спешке в Ереван или Стамбул «Ковчег» предлагал жильё на срок до двух недель. В пиковые периоды сеть шелтеров могла разместить несколько сотен человек. Работу организации осложнял рост стоимости недвижимости на фоне скачка цен после наплыва мигрантов. Например, в Ереване цены выросли в 2—3 раза.
Создание и поддержка сообществ
«Ковчег» проводит просветительские вебинары, встречи с людьми, которые уехали давно, организуют обмен профессиональным и бытовым опытом. Также они заявляли о планах работы с бизнесом, уехавшим из-за войны, создать курсы профессионального переобучения и платформу для индивидуальной экономической деятельности. При помощи волонтеров Ковчег проводит онлайн курсы профессионального переобучения и вебинары по легализации документов.
Международная адвокация
Проект работает над повышением видимости российского антивоенного движения за рубежом. «Ковчег» и его основатель Анастасия Буракова выступают на конференциях, посвященных репрессиям инакомыслящих в России и антивоенному движению на площадках Европейского конгресса либеральных партий, Европейского парламента, Фонда Фридриха Науманна, Центра скандинавских исследований, Фонда Кербера и других.
Политическая деятельность
Летом 2023 года «Ковчег» стал развивать новый проект «Первым рейсом», которой помогает подготавливает эмигрантов демократическим практикам и создает правовую базу для реформации режима.
Ковчег также проводит социологические опросы среди мигрантов пятой волны. Например, один из них подтвердил политическую активность мигрантов — 67 % из них подтвердили, что будут участвовать на выборах при любом списке кандидатов. 82 % опрошенных указали, что их отъезд за границу был связан с проводимой властями политикой. Но 95 % заявили, что, несмотря на все обстоятельства, они хотят влиять на ситуацию в России. Для политически активных россиян в таких центрах миграции как, например Белград, основательница «Ковчега» проводила курсы гражданского активизма. Также специалисты проекта участвовали в конференции в Берлине об антивоенных настроениях и репрессиях в России.

## Структура и финансирование проекта
Первичный капитал проект получил от одного из создателей Антивоенного комитета Михаила Ходорковского, что позволило оплатить аренду за первые помещения. После запуска проекта был запущен краудфандинг. С помощью фандрайзинга почти за месяц удалось собрать более 33,5 тысячи евро на банковский счёт и $14,5 тысяч на криптокошельки. На первом этапе для сбора пожертвований организаторы попросили дружественную европейскую НКО быть оператором средств. Предположительно, жертвовали в основном россияне давно эмигрировавшие и уже обосновавшиеся за рубежом. Также проект начал партнёрство с европейскими компаниями, которые согласились размещать информацию на своих сайтах.
За первые 2,5 месяца «Ковчег» смог собрать около $100 тыс., когда на поддержание работы организации уходило около $37 тыс. ежемесячно. Из них 18—20 тыс. уходили на оплату приютов с учётом коммунальных платежей и расходов на мебель. Основные средства проект собирает за счет краудфандинга, продажи рекламы, коллаборации с бизнесом.